# Napolitaans sextakkoord

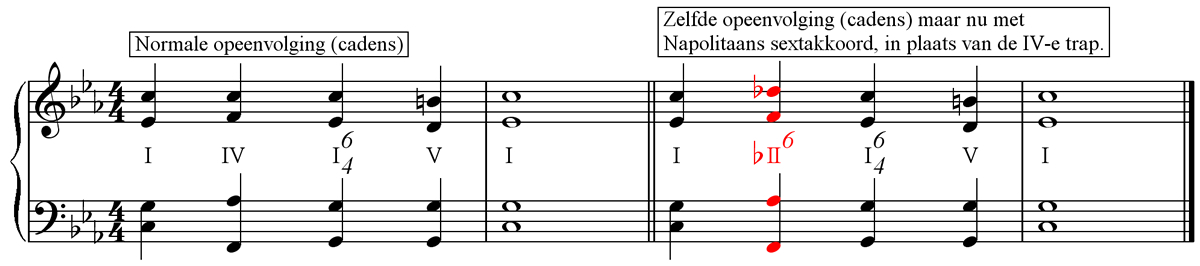
Voorbeeld van het Napolitaans sextakkoord

Het Napolitaans sextakkoord (ook wel Napels sextakkoord of kortweg Napels genoemd) is een gealtereerd akkoord in de muziek dat bestaat uit de eerste omkering van het akkoord op de verlaagde tweede trap in mineur. Het is feitelijk het subdominantakkoord met in plaats van de kwint een kleine sext. 
Het akkoord heet Napolitaans omdat het veelvuldig in de Napolitaanse school gebruikt werd. Deze school omvatte componisten als Alessandro Scarlatti, Pergolesi, Paisiello, Cimarosa en andere belangrijke 18e-eeuwse componisten van Italiaanse operamuziek. Het akkoord komt veelvuldig voor in de harmoniek tegen het einde van de 17e eeuw, in bijvoorbeeld werken van Carissimi, Corelli en Purcell. Het was tevens een favoriet stijlkenmerk van de klassieken, zoals Mozart en in het bijzonder Beethoven, die het akkoord uitbreidde tot de grondligging en de tweede omkering (bijvoorbeeld in de openingsmaten van het Strijkkwartet op. 95, het tweede deel van de Hammerklaviersonate en vlak voor de reprise in de Mondscheinsonate. Ook Bach gebruikte het Napels Sextakkoord veelvuldig. Het meest monumentale Napels sextakkoord in de muziekgeschiedenis is te vinden aan het eind van de Passacaglia in c-Moll (BWV 582).
Het akkoord geeft een speciale kleur en sfeer aan de muziek en wordt vaak in sonates gebruikt in de doorwerking vlak voor de reprise plaatsvindt.
De notatie van het Napolitaans sextakkoord is ofwel ♭II6 of N6.
Het heet een 'sext'-akkoord omdat het interval tussen de terts en de grondtoon een sext is. Bijvoorbeeld: in de toonsoort c-klein zou het Napolitaans sextakkoord bestaan uit de tonen  D♭ (de grondtoon van het akkoord), F (de terts) en A♭ (de kwint) met de F in de bas wat het maakt tot ♭II6 of N6 in plaats van een gewoon ♭II. Het sext interval is dus tussen de F en de D♭.
In muziek van na de klassieke tijd wordt het Napolitaans sextakkoord ook in majeur gebruikt, waarbij dan behalve de 2e toonladdertoon ook de 6e verlaagd wordt. Het akkoord krijgt dan ook steeds meer de functie van modulerend akkoord, omdat deze verlaagde akkoorden een makkelijke manier zijn om de functie van het akkoord in een nieuwe tonale omgeving (toonsoort) te gebruiken. Zo kan in plaats van een niet-modulerende progressie C-Des6-G-C (waarin het Napolitaans sextakkoord wordt gebruikt), ook bijvoorbeeld een  modulatie naar As-groot plaatsvinden door het verlaagde (Des-)akkoord als spil te gebruiken: C-F-G7-C-Des6-As6/4-Es7-As.
Soms wordt ter verhoging van de 'spanning' van het Napolitaans sextakkoord ook nog een septime toegevoegd. Bijvoorbeeld in c-klein: het septimeakkoord wordt dan: f-as-ces-des (de eerste omkering van des-f-as-ces).